# Talat Xhaferi
Talat Xhaferi (en macédonien : Талат Џафери, romanisé en Talat Džaferi, prononcé : /'talat d͡ʒa'fɛri/), né le 15 avril 1962 à Forino, est un homme d'État macédonien, membre de l'Union démocratique pour l'intégration (BDI/DUI). Il est membre de la communauté albanaise de Macédoine du Nord. Il est ministre de la Défense (en) du 18 février 2013 au 19 juin 2014, président de l'Assemblée du 27 avril 2017 au 25 janvier 2024 puis président du gouvernement du 28 janvier au 23 juin 2024.

## Biographie

### Formation et vie professionnelle
Il a fait ses classes à l'Académie militaire de l'armée de terre, à Belgrade et Sarajevo entre 1981 et 1985. Cette année-là, il devient officier de l'Armée populaire yougoslave (JNA). À partir de 1992, il sert dans l'Armée de la république de Macédoine (ARM). Il met fin à sa carrière militaire en 2001.

### Activités politiques
Il est élu en 2002 député à l'Assemblée, et occupe entre 2004 et 2006 les fonctions de vice-ministre de la Défense. Il n'est pas réélu parlementaire en 2006, mais retrouve un siège lors des élections de 2008, puis 2011.
Il est nommé ministre de la Défense lors du remaniement du 18 février 2013 du troisième gouvernement du président du gouvernement conservateur Nikola Gruevski.
Le 27 avril 2017, il est élu président du Parlement.
Le 28 janvier 2024, il devient président du gouvernement de Macédoine du Nord, le premier membre de la minorité albanaise du pays à accéder à ce poste. Il est élu par l'Assemblée avec 65 voix pour, 3 contre et aucune abstention. Xhaferi est à la tête d'un gouvernement technique qu'il dirigera pendant cent jours, jusqu'aux élections législatives du 8 mai,. Hristijan Mickoski, président du Parti démocratique pour l'unité nationale macédonienne (VMRO-DPMNE), lui succède à la tête du gouvernement le 23 juin 2024.